# Кёйкен, Виланд
Виланд Кёйкен (нидерл. Wieland Kuijken; род. 31 августа 1938, Дилбек) — бельгийский виолончелист и гамбист, один из братьев Кёйкен.

## Биография
Учился в консерватории Брюгге, затем в Брюссельской консерватории (окончил в 1962 году). С 1959 года участвовал в брюссельском ансамбле Alarius, специализировавшемся в барочной музыке, широко концертирует вместе с братьями в составе оркестра La Petite Bande и квартета Кёйкен.
Преподаёт в консерваториях Антверпена, Брюгге, Гааги и Инсбрука. Среди многочисленных учеников Кёйкена, в частности, россиянин Павел Сербин и итальянец Витторио Гиельми.